# Douglas Russell
Pour les articles homonymes, voir Russell.
Douglas Albert Russell, né le 20 février 1946 à New York, est un nageur américain.

## Carrière
Douglas Russell remporte deux médailles aux Jeux olympiques d'été de 1968 à Mexico :
- une médaille d'or sur 100 mètres papillon ;
- une médaille d'or sur 4 × 100 mètres quatre nages.

Il entre à l'International Swimming Hall of Fame en 1985.